# Sidem
Sidem is een bestuurslaag in het regentschap Tulungagung van de provincie Oost-Java, Indonesië. Sidem telt 2244 inwoners (volkstelling 2010).